# Twardostoj
Twardostoj – staropolskie imię męskie. Składa się z członu Twardo- ("twardy") -stoj ("stać"). Może zatem oznaczać "krzepki, silny" albo "twardo walczący, dzielny".
Twardostoj imieniny obchodzi 10 października.